# Anna Metze-Kirchberg
Anna Metze-Kirchberg (* 21. September 1907 in Kirchberg (Sachsen); † 14. Februar 2004 in Berlin) war eine deutsche Schriftstellerin.

## Leben
Anna Metze-Kirchberg, eigentlich Anna Metze, wurde 1907 als Tochter eines Zimmermanns und einer böhmischen Landarbeiterin in Kirchberg bei Zwickau geboren. Bereits im Kindesalter musste sie in der Textilindustrie arbeiten und wurde später Näherin. Ab 1930 war sie Hausfrau und wurde zwölf Jahre später invalidisiert. Mit dem „Wiegenlied im Krieg“ begann sie erste eigene Gedichte zu schreiben. Sie fing an sich in verschiedenen Formen der Literatur auszuprobieren und kam später zur Arbeitsgemeinschaft Junger Autoren, welche von Walther Victor stark gefördert wurde. So begann sie erst als 50-Jährige mit ihrer in der Nachkriegszeit entstandenen Lyrik und Prosa an die Öffentlichkeit zu treten. Seit 1955 war sie als freischaffende Autorin in Karl-Marx-Stadt, heute Chemnitz tätig und ab 1957 Mitglied des Schriftstellerverbandes der DDR. Sie schrieb Romane, Erzählungen und Gedichte. 1960 erhielt sie den Kunstpreis des Rates des Bezirkes Karl-Marx-Stadt für ihr Werk Des Menschen Wille ist sein Himmelreich. Weiterhin wurde sie 1967 mit der Erich-Weinert-Medaille und für ihre aktive gesellschaftliche Tätigkeit im DFD und im Kulturbund mit der Ehrennadel des DFD in Silber und Gold sowie mit der Johannes-R.-Becher-Medaille geehrt.

## Werke
- Entzauberte Kindheit, Verlag Neues Leben, Berlin 1957.
- Des Menschen Wille ist sein Himmelreich,  Verlag Neues Leben, Berlin 1960.
- Vom Sieg über das eigene Ich, Verlag Tribüne, Berlin 1961.
- Das Glück der schweren Jahre, Verlag Neues Leben, Berlin 1965.
- Von der kindhaften Farbe des Rittersporns,  Verlag Komm-Buch, Berlin 1992